# 7è Exèrcit de la Guàrdia
El 7è Exèrcit de la Guàrdia va ser un exèrcit soviètic, que va ser redesignat a partir del 64è Exèrcit el 16 d'abril de 1943.

## Història
El 64è Exèrcit havia estat originàriament format a partir del 1r Exèrcit de Reserva durant el juliol de 1942 i, conjuntament amb el 62è Exèrcit, van aconseguir aturar l'ofensiva alemanya durant la batalla de Stalingrad fins a un punt mort, motiu pel qual va ser promoguda a l'estatus d'unitat de la Guàrdia. El tinent general Mikhaïl Xumílov, que havia comandat el 64è Exèrcit, continuà comandant el 7è Exèrcit de la Guàrdia durant la resta de la guerra, tot i que va ser promogut a coronel general a l'octubre de 1943.
Estava format per les divisions de fusellers 15a, 36a, 72a, 73a, 78a i 81a, incorporades als Cossos 24è i 25è.
Com a part del Front de Vorónej i del Front de l'Estepa des del 18 de juliol de 1943, l'Exèrcit participà en la batalla de Kursk i en la lluita pel Dnièper entre juliol i agost de 1943. Posteriorment, com a part del 2n Front d'Ucraïna, participà en les ofensives de Kirovograd, Uman-Botoşani, Iasi-Kixinev, Debrecen, Budapest, Bratislava, Brno i Praga.
El 7è Exèrcit de la Guàrdia quedà estacionat a Àustria, com a part del Grup Central de Forces immediatament després de la guerra. El 1946 estava format per 3 cossos de fusellers, totalitzant 9 divisions i durant l'any, el comandament de l'Exèrcit passà a mans del general Ivan Fediuniski.
Les formacions passaren a dependre dels districtes militars del Caucas Nord, d'Odessa i de Kíev; i el Quarter General de l'Exèrcit arribà a Ieveran, al Transcaucasià per prendre el control de les divisions de fusellers 75a i 261, seguides poc després per la 26a divisió mecanitzada i la 164a de fusellers. A finals de la dècada de 1980 estava format per:
- 15a divisió de fusellers motoritzats – Kirovakan
- 75a divisió de fusellers motoritzats – Naxçıvan[1]
- 127a divisió de fusellers motoritzats – Leninakan
- 164a divisió de fusellers motoritzats – Ierevan

Va ser dissolt entre 1989 i 1992, després de la dissolució de la Unió Soviètica.
El novembre de 1988, el coronel Lev Rokhlin esdevingué el comandant de la 75a divisió motoritzada. A inicis de 1990 la divisió passà a formar part de les Tropes Frontereres Soviètiques del KGB, i Rokhlin va ser promogut a major general al febrer d'aquell any. Posteriorment, la divisió passà a formar part de l'Exèrcit de l'Azerbaidjan.